# Erromenus calcator
Erromenus calcator là một loài tò vò trong họ Ichneumonidae.